# 日本參議院議員團
日本參議院議員團，是日本各政黨在參議院內部的組織，分別由各政黨的參議員組成，旨在團結院內的黨籍議員。領導人稱為會長，負責整合黨籍議員的意見。